# Markat, Yelbarga
Markat là một làng thuộc tehsil Yelbarga, huyện Koppal, bang Karnataka, Ấn Độ.